# Castillo de San Lorenzo del Puntal
Castillo de San Lorenzo del Puntal är ett slott i Spanien.   Det ligger i provinsen Provincia de Cádiz och regionen Andalusien, i den sydvästra delen av landet, 500 km söder om huvudstaden Madrid.
Terrängen runt Castillo de San Lorenzo del Puntal är mycket platt. Havet är nära Castillo de San Lorenzo del Puntal åt sydväst. Runt Castillo de San Lorenzo del Puntal är det mycket tätbefolkat, med 4 039 invånare per kvadratkilometer. Närmaste större samhälle är Cádiz, 3,9 km nordväst om Castillo de San Lorenzo del Puntal. 